# Clarkston (Waszyngton)
Clarkston – miasto w Stanach Zjednoczonych, w stanie Waszyngton, w hrabstwie Asotin.